# 우루과이 국립도서관
우루과이 국립도서관(스페인어: Biblioteca Nacional de Uruguay)은 우루과이의 국립도서관이다. 우루과이 최대의 도서관으로 1816년에 개관했다.  우루과이의 기록 유산을 보존하고 국민에게 보급하는 것을 목적으로 하고 있다.